# Productschap Dranken
Het Productschap Dranken was een Nederlands productschap dat zich richt op bier, frisdranken, gedestilleerde dranken en slijterijen. Het productschap werd opgeheven per 1 januari 2015.
Wijn had een eigen productschap, het Productschap Wijn. Het Productschap Dranken had vier commissies en als wettelijke taak het behartigen van het belang van de ondernemers die met deze dranken werken en het belang van de Nederlandse samenleving.

## Organisatie
Namens de ministeries waren er 7 personen betrokken bij het houden van toezicht, maar zij vielen (qua budget en qua verantwoording) onder de ministeries.

## Activiteiten
Onder de activiteiten van deze organisatie vielen onder andere:
- Het praten over regelgeving in Den Haag en in Brussel
- Overleggen met ministeries
- Het doen of uitbesteden van onderzoek
- Voorlichting over dranken